# Пекарски занат у Србији
Пекарски занат представља вештину припреме и печења хлеба и других пецива. Ова делатност, која захтева познавање састојака, техника мешења, ферментације и печења, у Србији има традицију дугу неколико векова. Зачет у периоду владавине Османског царства, овај занат је је почео нагло да се развија након почетка стварања модерне српске државе у 19. веку. Пекарски занат, као и хлеб у српској традицији има јединствено место и прати сваког Србина, у стопу, као занатска делатност као извор хране, као део културна баштина и религијски симбол - од рођења до смрти, па и после смрти. Такав однос према хлебу, производу српских пекара није заборављен ни у најтежим условима рата. Хлеб се у српском језику користи и као уопштени синоним за храну. Када неко у Србији пита - има ли хлеба? мисли - има ли нешто за јело?.

## Историја
Традиција печења хлеба на простору данашње Србије настала је још из периода античке Грчке у којој су месили хлеб са квасцем, и то две врсте: од проса и од јечма. Хлеб су пекли у посебним пећима, користећи посуде од гвожђа, бронзе или глине.
Најстарији хлеб је пронађен у подруму једног старогрчког храма. Био је троугластог облика, испечен око 2000. године пре нове ере.
Насељавајући простор данашње Србије прво су Грци донели традицију печења хлеба, а затим је наставили у Римљани у периоду владавине Римског царства, Тада су на простор некадашње Мезије римски легионари са собом донели и традицију спремања хлеба, која је у Риму зачета 168. године пре нове ере, у великим државним пекарема, којих је око 30. године пре нове ере у Риму било 329. У Римском царству пшенични хлеб је био привилегија богатих, док је већина римских поданика правила хлеб од јечменог брашна.
Доласком Словена, на простор данашње Србије они прихватају део традиције у спремању хлеба староседелаца али и уносе неке своје стечене навике у припреми намирница од житарица.
Осим своје свакодневне употребе хлеб у традиционалној култури балканских Словена има не само прехрамбену већ и ритуалну улогу, где се он више не опажа као предмет, већ као знак. При његовој употреби у магијске и духовне сврхе уведени су додатни захтеви који се односе на припрему хлеба. Они се тичу како избора особа које могу припремити хлеб, тако и избора брашна, начина мешења и печења хлеба, времена када се то обавља и простора где се све то може обавити. Хлеб као ритуални предмет и саставни  део многобројних обреда у народној култури балканских Словена, проширио се и међу Србе који такође спадају у Словене.
Технологија израде хлеба из античког периода се није много мењала, осим квасца и адитива. Срби су у почетку хлеб правили без квасца, али већ у раном средњем веку користили су квасац, као и различите врсте брашна (меко и тврдо).
У средњем веку у првој Српској држави пшенични хлеб јела је само властела, а народ је месио хлеб од јечма и сирка.
Хлеб као једна од најстаријих времена па до данас основна намирница за исхрану људи производи се вековима у Србији, све до савременог доба, прво углавном само за сопствене потребе у оквиру сопственог домаћинства. Од 9, века  па све до краја 19. века за исхрану српскох становништва углавном је била доступна каша и лепиње од просеног брашна. Касније се прешло на коришћење јечма, пасуља и  кукуруза у изради хлеба, а тек 1950-тихна у употребу је ушло пшенично брашно. 
У раном средњем веку са усвајањем Хришћанства као прве признате вере, код Срба се све више развијао и култ хлеба, који је заправо још од свог открића и примене, постао не само човекова телесна веч и духовна храна, симбол исхране али и живота. Тако су Срби временом у себи објединио људскост и божанственост. Хлеб је и симбол јединства јер у себи садржи много зрна жита и када се преломи и подели представља заједнички и јединствени живот. Због значаја који је имао за опстанак становништва Србије хлеб је врло брзо постао саставни до многих обичајним и религиозних манифестација.
Код православних верника у Србији тако се временом развио обичај мешења обредних хлебова за годишње циклусе празника и за обичаје породичног циклуса. Хлеб је имао важно место у српском обичајној пракси и готово да нема православног или другог обичаја поводом којих се не месе различите врсте обредних хлебова. Током времена, обредни хлебови доживљавали су многе трансформације и били изложени различитим утицајима, тако да се данас у Србији они срећу у много различитих облика, назива, мотива и намена. За божићне празнике припрема се највећи број обредних хлебова: чесница, божићни колач и већи број фигуралних хлебова „закончића“...
Након распада Римског царства, овај део Балканског полуострва једно време је био под утицајем Византије, а у 15. веку пао је под османлијску власт, која је успела да се на овим просторима одржи све до 19. века.
Према неким подацима, у 14. и 15. веку се на Новом Брду осим хлеба правио и продавао двопек, који су најчешће куповали путници, као и пита са сиром. Податке о киселом тесту даје закон о рудницима из 1412. године деспота Стефана Лазаревића, који наређује да лош хлеб рудари не морају да плате.
Током турске владавине пекаром су се бавили турски мајстори, а Срби су обављали само помоћне послове. У том периоду хлеб се углавном припремао у домаћинствима српског становништва, па се мали број Срба бавио пекарским занатом. Са распадом Османског царства почело је стварање националних држава за које данас знамо на простору Балканског полуострва.
После Првог српског устанка и након ослобађања од директне турске власти, број турских екмеџија, односно екмешчија, како су у турско време звали пекаре, смањио се, а повећао се број Срба који су пекарски занат преузели од турских мајстора. Карановац (данашње Краљево) имао је важну административну улогу у данима Првог српског устанка, а затим је добио карактер градског насеља у које је све више пристизало становништво и војска. Са повећањем броја становника у Карановцу, повећава се и потрошња хлеба, што подстиче повећање броја занатлија који се баве печењем.
Средином 19. века странци из Аустрије и Немачке отварали су у Србији прве пекарнице с наведеним асортиманом производа. Током 19. века постепено се по припреми и асортиману, те извесно време и преко истоветног назива – хлебари, ове разлике губе, што је формално покушано и кроз оснивање Еснафа лебарског у који су убројани и пекари и фурунџије.
Стварања прве српске Кнежевине а потом и Краљевине у Србију је довео бројни досељенике из пасивних подручја, али и оне из развијенијих земања међу којима је било и пекара који су непрестано пристизали у српске градове и места у потрази за послом и зарадом и у Србији отварали пекар. За разлику од хлеба, који се традиционално припрема у домаћинству, пекари су унели новину јер су хлеб правили и продавали од белог брашна.
Занатска производња хлеба почела је да се развија у Србији у условима сложене привредне организације, повезаности производње хране, трговине, прераде сировина, услужне делатности. Тада се организује производња хлеба за опште потребе познатија као тржишна производња. И технологија овог заната постаје иста  у свим градовима на Балкану.
У таквим условима у Краљевини Србији оснива се први пекарски еснаф ј1894  (који је престао је да постоји 1910, када је еснафски поредак у Србији укинут усвајањем Закона о деловању). Еснафи су представљали организацију једног или више сродних заната и имали су задатак да заштите занатлије од конкуренције, да мајсторима еснафа омогуће право да обављају несметано занат, заштити углед и интересе своје професије а потом и да стекну друге привилегије.
Некада су пекари називани екмеџије (турцизам). Тада је мало људи обављало овај посао.  У манастирским летописима помињу се места где се прави и продаје хлеб,  па се тако нпр. у летопису из манастира Грабовца из 18. века, наводе хлебарнице у којима је печен и продаван хлеб.
Да би научио занат и основао своју сопствену пекару, пекар је мора да постане пекарски мајстор, радећи прво као шегрт код неког пекара (газде-мајстора), и затим у тим радионицама (пекарама) изучавао занат. Када би газда увидео да је шегрт научио занат, позвао би стручну комисију. Комисија би на основу знања и умешности шегрта, доделила шегрту Мајсторско писмо. На основу тог документа је он доказивао да је постао  мајстор свог заната односно пекар.
Овај тренд се наставља неколико деценија након завршетка Другог светског рата. Тада започиње масовна модернизација производње, која тече паралелно са национализацијом и социјализацијом предузећа (неизбежни процес преласка са занатске на индустријску производњу, јер то није само савременији, већ и јефтинији начин производње. Када је реч о пекарама, највише их је из Македоније, а познато је да петнаестак краљевачких породица живи у Краљеву и још увек се бави пекарством.
У последњим деценијама 20. века пекарски занат је поново процветао. Данас су на сваком углу приватне пекаре и само су појединци успели да сачувају традицију овог старог заната.
Данас, и даље постоји пекарски еснаф и Унија пекара Србије. У тим удружењима су данас чланови углавном стари пекари, а њих има мало. Пошто се пекарска делатност ширила, сходно томе данас постоје мајстори (занимања) за хлеб (хлебари), пециво (пецивари) и бурек (бурегџије). Мада, доста мајстора зна два, неретко и сва три посла. Старе зидане (турске) пећи (у неким крајевима су их звали вурње, вуруне, фуруне) су замењене новим: парним, електричним и пећима на чврсто гориво, али се традиционално за најукуснији сматра хлеб из зиданих пећи.
Православни пекари имају и свог свеца заштитника, а то је свети Атанасије, и слави се 31. јануара сваке године.

### Пакарски занат у Великом рату
О исходу Првог светског рата одлучивао је  добрим делом  и хлеб. Он је поред егзистенцијалне,  има и моралну вредност – кроз њега се увиђао однос зараћених страна према непријатељском, домаћем, фронту, солидарност, разлике у следовањима у односу на статус, а посебно, третирање заробљеника.
Највеће дневно следовање хлеба у Првом светском рату имали руски војници – 1.200 грама хлеба, а најмање амерички – 375 грама.
На почетку Великог рата рата немачка војска се снабдевала квалитетним хлебом који је садржао 90% оштрог пшеничног брашна.  На то је утицала чињеница да су Немци 1914. године имала изванредно богату жетву пшенице. Такође прве  године рата, Немци су обогатили своје ионако богате залихе пшенице, заузимањем велике источне плодне територије и и   жито са освојених њива. Како је рат одмицао, залихе су се смањивала по се се прешло  на нови рецепт, са 30% ражаног брашна.  Свака векна произведена за немачке трупе је имала је утиснут знак са  словом К. Крај рата, и пораз, Немци су дочекали са чувеним K.K. brot, хлебом (са два утиснута  слова К) за чије се прављење све више користио кромпир, што је хлебу давало непријатног мирис и укус.
Oпшта мобилизацијa, условила је пад производње житарица, па су зараћене стране за ту намену ангажовали заробљенике. Како су сејали и жњали, и тиме индиректно утицали да род подбаци. Прве ратне године Британци су имали слабу жетву, немачка жетва је била лоша 1916, у Белгији су забранили производњу пецива.
Француским војницима, навиклима на квалитетан хлеб, током Великог рата није следовање хлеба увек било онако на какво су навикли, до те мере да је усред рата уведен посебан надзор над производњом хлеба за трупе.
Америчка војска, из економских разлога, у Француској је кратко време производила правоугаоне векне од 10 килограма, Међутим због негодовања војника  да се распадају, нису најукусније, и проблема са транспортом, обустављена производња.
Таин хлеб који је спасо српску војску
Таин, врста војног хлеба начињеног од специфичне мешавине раженог и белог брашна, која је могла је да траје дуго и даје снагу и гипкост, спашавао је српску војску у борби и повлачењу преко Албаније. Реч таин је турског порекла и значи следовање, а сваком српском војнику следовало је једна векна од 800 грама хлеба дневно. Чињеница да је обавезни део униформе српског војника била торбица за хлеб, сведочи о томе да је таин заиста био светиња за војника, коју је он мора све време рата да конзумира како би преживео све недаће и оскудице у исхрани. Његови састојци су били: 70% раженог брашна, 30% белог брашна, со и вода. Ова смеса мешана је не са квасцем већ старим и очврслим, сувим – већ квасним тестом—комин. Након што би добро замешено тесто одстојало више сати да наресте, све док се на његовој површини не појаве мехурићи (око 12 часова),  таин се пече на температури од 250 0С, све док му корица не добије тамнију боју. При томе таин је поред протеина, садржао и 26% тиамина (витамин B1), 24% ниацина (витамин B3), 14% рибофлавина (витамин B2), 34% гвожђа и 17% калцијума – по чему је он свакако представљао изузетну прехрамбену супстанцу, за ратне услове.

### Пекарски занат данас
Период друге половине 20. века обележен је наглим нестајањем пекара који нису могли да издрже конкуренцију индустријске производње хлеба и разноврсног пецива. Међутим у време санкција наметнутиј Србији од старне светских велесила 1990-тих, и свеопште економске стагнације и пропасти великих агросистема, крајем 20. и с почетка 21. века а у Србији поново долази до наглог оживљавања пекарског занатства и пекаре ничу у селима и градовима широм Србије.  Према подацима Уније пекара, само их у Београду има око 3.000 (2004. године), док је 1887. године у варошима Србије радило око 900 хлебара.
У новонасталим условима широка понуда пекарских производа, јавила се и нелојалне конкуренција, пас се пекари тешко боре, сами са собом а опстају само захваљујући свом знању и квалитету својих производа. Пекарски посао је тежак јер се обавља у веома тешким условима при великој врућини и ноћу, да би врућ и свеж хлеб био испечен до јутра.
Домаће пекарско тржиште у Србији данас је веома развијено, производи се и продаје углавном хлеб, који чини  92% укупног годишњег промета у том делу прехрамбене индустрије. Иако прехрамбена индустрија у Србији има пад производње, то се не односи на сегмент хлеба и пецива, који је у просеку бележи годишњи раст производње од 2,4%.
С друге стране, то је тржиште на којем се чак 120 индустријских погона за производњу хлеба бори за своје место (пошто готово сваки град у Србији има „своју“ фабрику хлеба) и још 1.700 малих (самосталних) пекара, то непрестано захтева укрупњавање унутар пекарског заната, што се на годишњем нивоу повремено и дешава.
Сећање на традиционални начин производње хлеба, и све што је везано за његово место у духовној и
материјалној култури српског народа, остало је забележено и сачувано на једном месту у Ртнографском музеју у Београду, и сличним музејима у Србији и понајвише у Јеремијином „Музеју хлеба“ у Пећинцима, једном од три музеја хлеба у свету у свету,  настао као резултат дугогодишњег истраживачког и сакупљачког рада сликара Слободан Јеремић — Јеремија. Музеј хлеба основан је 1995 године, у селу Пећинци, у Срему,  и на њега треба гледати као на живи организам који се стално мења, усавршава, преобликује, дограђује и обнавља, и кога чине не само артефакти већ и људи - како они који раде у Музеју тако и они који га посећују и покрећу артефакте на даљу активност.

## Карактеристике пекарског заната
Припремање хлеба суштински је остало на сличном нивоу од римског периода, па све до почетка 19. века, или до увођења пресованог квасца и машина.  Производњом хлеба која је морала у Србији да задовољи све веће  свакодневне потребе становништва у српским градовима с краја 19. и у 20. веку, све више је утицало на развој пекарског заната,  мање заступљеног у сеоској култури,  а масовнијег у насељима која су у непосредној близини градова, или на важним географским комуникацијама, где је та делатност била потребна.
Хлеб су пекари пекли у пећима у основи округлог или јајастог облика, а у пресеку облика полулопте. Материјал за израду били су черпић и блато, односно непечена цигле или черпића или цреп (ситни, бибер цреп). Пећ је имала једноставан банак (основу) квадратног облика, страница дужине до три метра и висине до једног метра како би била погодна за руковање. На банку је зидана фурнија с ниским сводом (небом) и отвором за ложење на који су монтирана гвоздена врата. Небо и под фурније зида се непеченом циглом (циглаја).
Фуруне су радиле на дрва, најлошијег квалитета. Огањ за потребе печења одржаван је по цео дан.  жар се избацивао, у једно буре с поклопцем, где би се жар претворио у ћумур, који би куповали ковачи и механџије, а вишак пепела продавао се сапунџијама. Ложиште се добро одржавало стално чистило и премазивало пре неко би се у фуруну убацило тесто.

Поступак печења хлеба у фуруни или фурнији припада старој балканској култури. 
Иначе, фурунџијски занат везује се за развој градске културе на Балкану. Сеоска патријархална култура није користила ту занатску радиност колективно, већ само појединачно у једноставним црепуљама код инокосних породица и у хлебним пећима (вурњајама) код задругара.
Фурунџије су осим редовног печења сомуна пекле и луксузно пециво: пите (лепиње), симит, пе њурлију (таве, печења и сл.), и то након вађења хлеба за продају из фуруне.  Сомун  (чија назив потиче од грчке речи псоми - хлеб.)  је био у Србији најважнији производ пекарског заната,   Поред сомуна печене су и пењурлије (од латинске речи pane, - хлеб) јувке намазане машћу, сиром и јајима. Умешано тесто за све побројане производе одлагано је пре печења у посебне дрвене калупе – пинакоте да би стасало, надошло.
У прошлости није било квасца па се хлеб месио од маје коју су пекари сами справљали, смесе која се добијала од траве и брашна. Правиле су се лоптице од маје, па тесто је споро надолазило. Маја се дуго користила и касније јер је била јефтинија од квасца, пошто се од ње добијала већа количина теста.

### Епоними фурунџије, екмеџије, симиџије
Најстарии записи из докумената Народне канцеларије кнеза Милоша, из прве половине 19. века, сведоче о постојању у Србији  екмекчија  (екмекџија - турски назив за фурунџију или пекара)  или симиџија. По свему судећи међу њима је било и муслиманског (турског) и хришћанског становништва које се бавило тим занатом. Од средине 19. века опада број екмеџија и симиџија, а њихово место заузимају фурунџије и пекари.
Фурунџије,  су били људи слабих прохтева, до крајности штедљиви, трошили су мало зараде, остављали са стране или слали својим породицама. Пекарски и фурунџијски занат је био тежак, је се радило на примитиван  начин 16 до 18 сати дневно.
У српском језику израз фурунџија користи се двојако: означава пекара, хлебара, али и пећкара, мајстора који израђује пећи (фуруне), па ову реч са два значења треба правилно употребљавати.
Различита припрема хлебног теста, као и врсте њихових производа, одређују разлике између фурунџија и пекара.
- Фурунџије (екмеџије) или тзв. „црни пекари”  билу су занатлије који су пекли хлеб од непросејаног (црног) брашна. Често су радили у саставу механа (крчми, гостионица).  Свакодневно кад умесе и испеку хлеб и пециво фуринџијски радници ишли по српским градовима и продавали обичне, слане и неслане кифле и переце, носећи их у плетеним корпама. Луксузније пециво (симит или ђеврек) носили су на даскама коју су носили на глави.

- Симиџије су били посебна група црних пекара, која је  у почетку имале самосталан еснаф, а касније су придружене екмеџијском. Они су се бавили израдом источњачког луксузног пецива и посластица од црног брашна, али с посебним додацима (симити, погаче, ћаје, пите и др). Једно време су били у сукобу са екмеџијама збох настојања да и они добију дозволу за печење класичног хлеба. Како им то није пошло за руком на крају су се симиџије спојиле са екмеџијама у исти еснаф.
- Пекари  или тзв. „бели пекари”  били су занатлије које су пекле хлеб од белог (просејаног) брашна симите или хлеб и луксузно пециво (переце, кифле, земичке).[17]

### Простор и организација рада у занатској пекари
Пекарска радионица која је у исто време била и продавница хлеба имала је следећа одељења:
- Прво одељење — које је било намењено за печење и продају хлеба, које је поред великог стола за слагање и продају хлеба, имала и сталаже за излагање хлеба и пецива.
- Друго одељење или амурет —  које се служило је за мешење и чордисање (обликовање) теста. Ту је био и казан за загревање воде. Од осталих алата и намештај овде се налазило: дрвено велико текне, мало текне, сито, дрвени жарач, пинекоти, лопата за убацивање хлеба, перла, дрвени шинак, разни плехови, канџа, гвоздена лопата, бакарни котао и лимено буре.
- Фуруна — која је делила прво и друго одељење дцелом дужином преградног зида. Испред фуруне налазио се дрвени сто, тезга, величине око 1,5 m са 1 m за држање готових пекарских производа. Осим печења хлеба које се обављало у фуруни у пекарској радионици су обављане све фазе израде хлеба.
- Магацин — просторија у којој се налазила велика вага за мерење брашна, палете са џаковима брашна и соли, плехови за печење пецива, тепсије за бурек, машине за пресовање теста и пецива, а у новије време и фрижидери, за кварљиве намирнице.

## Брашно као основна сировна у пекарском занату
У зависности од извора покретачке енергије, за израду брашна жито се у Србији млело у млинови у основи истих конструктивних решења, са разликама од елемената покретачког механизма. Жито се млело трењем два камена кола између којих се убацивало зрневље, а то је основа конструкције архаичног ручног жрвња, који се у многим крајевима дуго задржао као помоћни, кућни млин.
Најчешћи механизми на којима су млинари и пекари од давнина млели жито и друге житарице за израду хлеба у зависности од начина покретања били су:
- Воденицама – млиновима које покреће снага воде, поточарама или и лађарицама. Прве су грађене на

потоцима, а друге на рекама. Биле су одувек прека потреба становништва, подмиривале су потребе у брашну, биле су веома цењене и често се спомињу у српским средњовековним споменицима. Оновремени владари уз села која су поклањали манастирима даривали су и воденице.
- Ветрењачама – млиновима које покреће снага ветра, које су претежно коришћене у кошавском подручју Србије (Војводина)
- Сувачама – млиновима које покреће снага запрежне стоке, које су биле типичне за равничарске крајеве Србије, и почеле су да се граде од половине 18. века. Било их је и у космајском крају у 19. веку.[19]
- Парним млиновима – покретаним снагом водене паре, и који су се појавили крајем 19. века.
- Електрични млинови – покретани снагом електричне енергије, који су ушли у употребу тек након пуштања у рад првих хидроцентрала У Србији 1900-тих година.

Кукурузно или пшенично брашно самлевено на поточари данас је реткост па је самим тим постало и специјалитет за којим се трага. Са путовања се доноси као посебан сувенир, а качамак или проја припремљени од овог брашна служе се у специјализованим ресторанима као посебан специјалитет,  са „старим, добрим укусима“.

## Данашњи начин изучавања пекарског заната у Србији
Данс младићи и девојке пекарски занат изучавају у за то специјализованим струковним школама. Настава се изводи на савремен начин и у савременим учионицам и пекарама, по одговарајућем програму, заснива се на следећим тематским поглављима:
- Мере заштите на раду
- Сировине у пекари
- Израда пецива од теста од квасца
- Појам и подела пецива
- Припрема и дозирање сировина
- Израда теста од квасца и његово обликовање и печење
- Појам и подела лиснатог теста
- Припрема и дозирање сировина за израду лиснатог теста
- Израда лиснатог теста, обликовање и печење

На пекарском тренингу будући пекари по савладаној настави полажу завршни испит  добијају сертификат.